# Xestocephalus canidia
Xestocephalus canidia är en insektsart som beskrevs av Rauno E. Linnavuori 1979. Xestocephalus canidia ingår i släktet Xestocephalus och familjen dvärgstritar. Inga underarter finns listade i Catalogue of Life.